# 桐花章
桐花章（とうかしょう）は、日本の勲章の一つ。桐花大綬章（とうかだいじゅしょう）のみの単一級からなる、日本における高位勲章の一つである。
1888年（明治21年）1月4日に旭日章の最上位たる勲一等旭日桐花大綬章として追加制定されたが、2003年（平成15年）11月3日の栄典制度改革により旭日章から分離され、「旭日大綬章及び瑞宝大綬章を授与されるべき者のうち功績又は長年にわたる功労が特に優れている者」に授与されると定義され、名称も桐花大綬章（漢数字による勲等表示は廃止）に改められた。勲章自体の形容は変わらないが、旭日章とは別種の「桐花章」という勲章に分類され、「旭日桐花大綬章」ではなくなった。
ここでは新制度における「桐花大綬章」について解説する。旧制度の勲章については旭日章及び勲一等旭日桐花大綬章を参照。

## 概要
1875年（明治8年）4月10日に、日本で最初の勲章として旭日章が制定されたが、それから約13年後の1888年（明治21年）に、勲一等旭日大綬章の上位にあたる勲章として勲一等旭日桐花大綬章が追加制定された。現在の桐花章の前身である。
一説によれば、金鵄勲章の制定を画策した山縣有朋に、栄典の差をつけられることを嫌った伊藤博文が対抗して制定を促したとも言われる。当時の宮中席次において、金鵄勲章の功級は同じ数字を持つ勲等より上位に位置づけられていたため、功一級金鵄勲章は勲一等旭日大綬章よりも上位にあったが、勲一等旭日桐花大綬章だけは例外的に功級より上位に位置づけられていた。戦後に金鵄勲章が廃止され、2003年（平成15年）栄典制度改正により旭日章と瑞宝章は同格の普通勲章に改められたが、桐花章はそれらより上位の普通勲章として運用されている。
栄典制度改正までは旭日章の一種であり、同種の勲章は最高位の物を一つ佩用する原則から、勲一等旭日大綬章など下位の旭日章と併佩することはできなかった。旭日章とは別個の「桐花章」になったため、これまでの旭日章との併佩が可能となった。
また、栄典制度改正までは旭日章の性格から女性への授与も認められていなかった。制度改正により性別問わず授与できることとなったが、授与例としては2010年の林寛子（扇千景）（26代 参議院議長、初代国土交通大臣など）のみである。

## 意匠
赤色の七宝を用いた八条の旭光をベースに、四方に白色七宝が施された旭光が伸びている。この外方へ伸びた旭光の間を紫の七宝で彩られた桐の花が輪をつなぐように配され、非常に繊細かつ美しいデザインの勲章である。鈕（章と綬をつなぐ金具）は五七の桐紋をかたどり、裏面には「勲功旌章」の文字が刻まれる。中央部の日彰は厚く盛り上がったガラスで深みのある赤い色を持っており、周囲を取り囲む旭光の赤色七宝は0.5mmほどの非常に薄い物で、同じ赤でも大きな色味の差をつけて立体感を得ている。また桐花の部分においては、純銀では難しい比較的青みのある紫色を発色する釉薬を使用しており高度な七宝技術が用いられて居る。大綬は赤の織地の両縁を白の双線が縁取るデザインとなっている。ただし外側にはほんの僅かに細く赤の織り地が残されている。勲一等旭日桐花大綬章として制定当時の大綬は106mm幅と定められていたが、桐花章として独立した勲章になった事を機に、大綬の幅は男性用は100mm幅で統一された。勲章は大綬を持って右肩から左脇に垂れ、左胸に副章を佩用する。

## 運用
「桐花大綬章ハ旭日大綬章又ハ瑞宝大綬章ヲ賜フベキ者ノ中其勲績又ハ功労特ニ優レタルモノニ之ヲ賜フ」（勲章制定ノ件4条1項）の条文を踏襲し、現在では「国家または公共に対し功労のある者」の中から、特に「旭日大綬章または瑞宝大綬章を授与する功労より優れた功労のある者」に対して授与される。
内閣総理大臣・衆議院議長・参議院議長・最高裁判所長官といった三権の長をつとめた者には概ねこの勲章かそれ以上のものが授与されている。また民間では卓越した功労のあった企業経営者や、経済団体連合会の会長で功労のあった者などにも授与されている。

### 外国人に対する儀礼的叙勲での運用
国賓や皇族の公式訪問の際に交わされる儀礼叙勲には、通常では用いられない。特段功績のあった主要国の駐日大使の離任の際には贈られることもあり、これも儀礼叙勲の一つと考えることも出来るが、外交官への叙勲は駐在時の功績により勲章の種類が変わることがあるので、相手の身位のみで無条件に勲章を贈る通常の儀礼叙勲とは区別して捉える必要がある。功労評価によらない純粋な儀礼叙勲での運用は現在まで文書での記録が発見されておらず、確認することができない。

### 皇族に対する叙勲
下記の皇族身位令(明治43年皇室令第2号→昭和22年廃止)の制定により、男性皇族への初叙が勲一等旭日桐花大綬章へと引き上げられたため、以降の皇族男子への叙勲は下記の通りである。
- 第九条 皇太子皇太孫ハ満七年ニ達シタル後大勲位ニ叙シ菊花大綬章ヲ賜フ
- 第十一条 親王ハ満十五年ニ達シタル後大勲位ニ叙シ菊花大綬章ヲ賜フ
- 第十四条 王ハ満十五年ニ達シタル後勲一等ニ叙シ旭日桐花大綬章ヲ賜フ

日本国憲法施行以後は旧来の皇族身位令をおおよそ踏襲した叙勲が成されているが、1947年（昭和22年）の11宮家51名の皇籍離脱以降「王」の身位を持つ皇族がいなかったため、王に対する叙勲の例はない。
なお、1989年（昭和64年）1月7日に第125代天皇明仁（当時）、2019年（令和元年）5月1日に第126代天皇徳仁に、大勲位菊花章頸飾・文化勲章とともに桐花大綬章が譲与された。日本国憲法第七条七項が定める天皇の国事行為の一つ「栄典を授与すること」という規定および「君主は栄典の源泉である」という慣習に依るものである。

## 受章者
※いずれも桐花大綬章。
| 氏名                            | 主な役職                 | 受章年月日                                    | 備考                                       |
| ------------------------------- | ------------------------ | --------------------------------------------- | ------------------------------------------ |
| 山口繁                          | 最高裁判所長官           | 2005年（平成17年）4月29日                     |                                            |
| 村山富市                        | 内閣総理大臣             | 2006年（平成18年）4月29日                     |                                            |
| 平岩外四                        | 経済団体連合会会長       | 2006年（平成18年）11月3日                     | 従二位、勲一等旭日大綬章から昇叙           |
| 豊田章一郎                      | 経済団体連合会会長       | 2007年（平成19年）11月3日                     | 勲一等旭日大綬章から昇叙、従二位           |
| 町田顯                          | 最高裁判所長官           | 2007年（平成19年）11月3日                     | 従二位                                     |
| 倉田寛之                        | 参議院議長               | 2008年（平成20年）4月29日                     | 従二位                                     |
| 井上裕                          | 参議院議長               | 2008年（平成20年）6月22日                     | 死亡叙勲、従二位、勲一等旭日大綬章から昇叙 |
| ウォルター・モンデール          | 駐日アメリカ合衆国大使   | 2008年（平成20年）11月3日                     |                                            |
| ハワード・H・ベーカー・ジュニア | 駐日アメリカ合衆国大使   | 2008年（平成20年）11月3日                     |                                            |
| 綿貫民輔                        | 衆議院議長               | 2010年（平成22年）4月29日                     |                                            |
| 島田仁郎                        | 最高裁判所長官           | 2010年（平成22年）4月29日                     |                                            |
| 林寛子（扇千景）                | 参議院議長               | 2010年（平成22年）11月3日                     | 女性初、旭日大綬章から昇叙、従二位         |
| 海部俊樹                        | 内閣総理大臣             | 2011年（平成23年）4月29日発令 同年6月24日授与 | 死亡叙勲で大勲位菊花大綬章に昇叙、正二位   |
| ダニエル・イノウエ              | アメリカ合衆国上院仮議長 | 2011年（平成23年）4月29日発令 同年6月24日授与 | 勲一等旭日大綬章から昇叙                   |
| 河野洋平                        | 衆議院議長               | 2011年（平成23年）11月3日                     |                                            |
| 西岡武夫                        | 参議院議長               | 2011年（平成23年）11月5日                     | 死亡叙勲、従二位                           |
| 羽田孜                          | 内閣総理大臣             | 2013年（平成25年）4月29日                     | 従二位                                     |
| マンモハン・シン                | インド共和国首相         | 2014年（平成26年）11月3日                     |                                            |
| リー・クアンユー                | シンガポール共和国首相   | 2015年（平成27年）3月23日                     | 没後追贈、勲一等旭日大綬章から昇叙         |
| 町村信孝                        | 衆議院議長               | 2015年（平成27年）6月1日                      | 死亡叙勲、従二位                           |
| 竹﨑博允                        | 最高裁判所長官           | 2015年（平成27年）11月3日                     |                                            |
| 江田五月                        | 参議院議長               | 2016年（平成28年）11月3日                     | 従二位                                     |
| 森喜朗                          | 内閣総理大臣             | 2017年（平成29年）4月29日                     |                                            |
| 斎藤十朗                        | 参議院議長               | 2018年（平成30年）11月3日                     |                                            |
| 今井敬                          | 経済団体連合会会長       | 2018年（平成30年）11月3日                     |                                            |
| マハティール・ビン・モハマド    | マレーシア首相           | 2018年（平成30年）11月3日                     | 勲一等旭日大綬章から昇叙                   |
| 寺田逸郎                        | 最高裁判所長官           | 2019年（令和元年）5月21日                     |                                            |
| 伊達忠一                        | 参議院議長               | 2019年（令和元年）11月3日                     |                                            |
| 伊吹文明                        | 衆議院議長               | 2022年（令和4年）4月29日                      |                                            |
| 細田博之                        | 衆議院議長               | 2023年（令和5年）11月10日                     | 死亡叙勲、従二位                           |
| 大谷直人                        | 最高裁判所長官           | 2024年（令和6年）4月29日                      |                                            |
| 大嶌理森                        | 衆議院議長               | 2025年（令和7年）4月29日                      |                                            |
| 菅直人                          | 内閣総理大臣             | 2025年（令和7年）4月29日                      |                                            |